# BH (motorfiets)
BH is een historisch merk van bromfietsen.
BH stond voor: Motores BH (Beistegui Hermanos), Barcelona.
Dit was een kleine Spaanse fabriek, die van 1956 tot 1960 bromfietsen produceerde waarin Franse Mistral-tweetakt- inbouwmotoren waren gemonteerd.